# Karl Udel

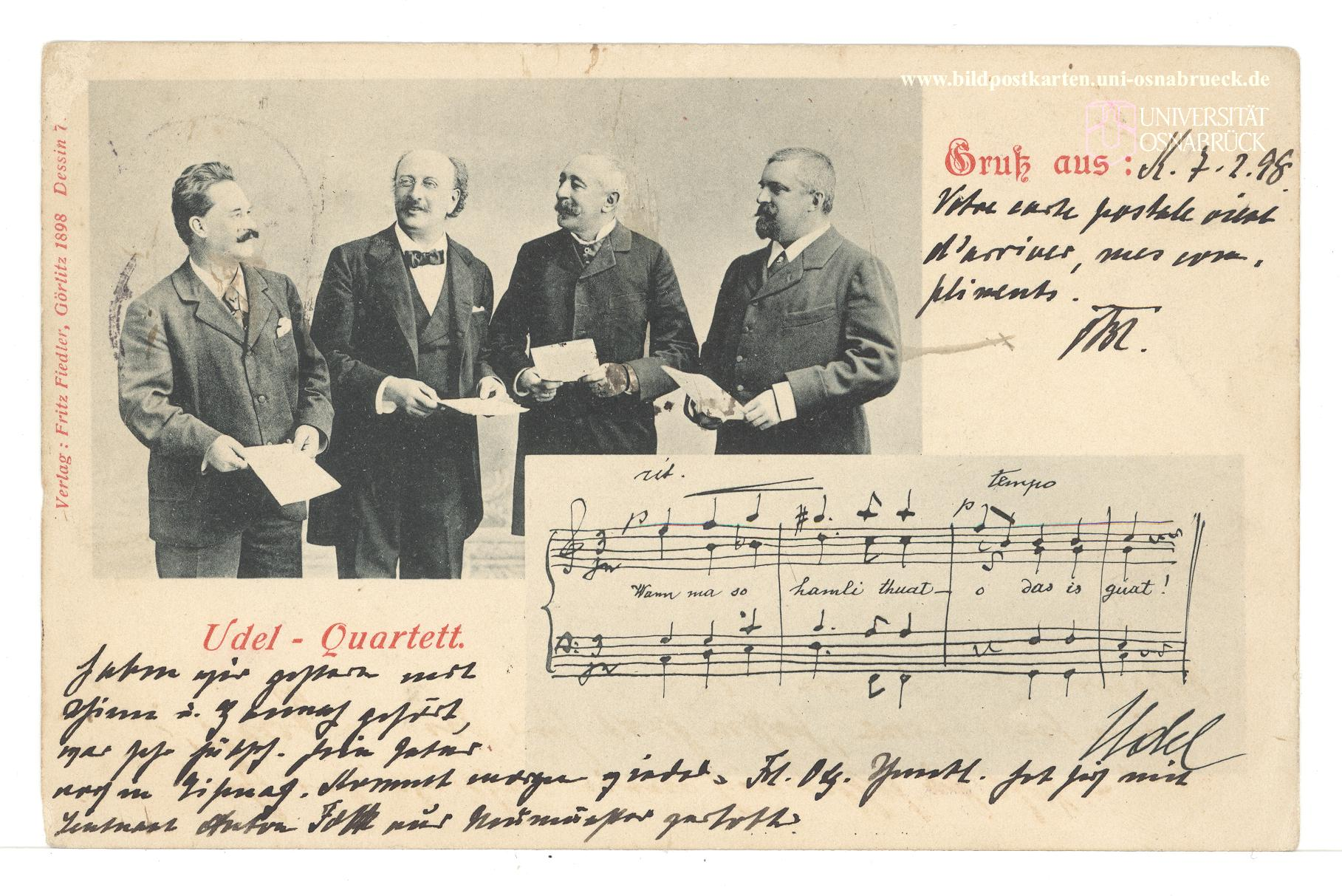
Udel-Quartett (1898)

Karl Udel, auch Carl Udel oder Karl Udl, (* 6. Februar 1844 in Varazdin; † 27. Januar 1927 in Wien) war Cellist, Sänger (Tenor) und Komponist, er wirkte 1871 beim Komischen Quartett des Wiener Männergesangsvereins mit, war auch am Carltheater und am Theater in der Josefstadt tätig.
Von 1876 bis 1897 unterrichtete er Violoncello am Konservatorium der Gesellschaft der Musikfreunde in Wien.
Sein ehrenhalber gewidmetes Grab befindet sich auf dem Wiener Zentralfriedhof (33A-5-30).
1938 wurde nach ihm der Udelweg im 11. Wiener Gemeindebezirk Simmering benannt.